# 嫉妬の化身〜恋の嵐は接近中〜
『嫉妬の化身〜恋の嵐は接近中〜』（しっとのけしん〜こいのあらしはせっきんちゅう〜、原題:질투의 화신、英題:Don't Dare to Dream）は、2016年にSBSで放送された韓国のテレビドラマ。

## 概要
『嫉妬の化身〜恋の嵐は接近中〜』は、アナウンサーの夢を諦めきれないナリをめぐるロマンティック・コメディドラマである。主演のお天気キャスターのピョ・ナリ役をコン・ヒョジンが、SBCの記者イ・ファシン役をチョ・ジョンソクがそれぞれ演じている
当初、KBSで放送予定だったが、編成時期と制作スケジュールの都合でSBSで放送されることとなった。SM C&Cが制作している。

## あらすじ
アナウンサーになれずテレビ局のお天気キャスターとして働くピョ・ナリは長年同じ局の記者イ・ファシンに想いを寄せていたが、ファシンからはあっさり振られ煩わしく思われていた。そんな時、ナリはファシンの親友のコ・ジョンウォンとたまたま仕事に向かう飛行機で隣の席になり、ファシンの紹介もあり距離を縮めていく。既にファシンの事は諦めていたナリだったが、ふとした拍子にファシンの胸を触ってしまい、かつて乳癌で亡くなった母親と同じようなしこりがある事に気付き、乳腺外来の診断を受けるよう勧める。その後、病院で乳癌の診断が下されたファシンだったが、主治医の言うこともまともに聞かず、乳癌治療に理解のあるナリが結局ファシンの治療に付き合う羽目に。そうしているうちにファシンはだんだんとナリに惹かれていき、ジョンウォンとナリの関係に嫉妬心を抱くようになる。

## 登場人物
ピョ・ナリ
演 - コン・ヒョジン
　アナウンサー試験に落ち、SBCで契約社員としてお天気キャスター、雑用係として働いている。母を早くに亡くし、学生の弟を養っている。
イ・ファシン
演 - チョ・ジョンソク
SBCの記者、キャスター。ナリの憧れの男性。順調にキャリアを積んでいたが、男性には珍しい乳癌を患ってしまう。
コ・ジョンウォン
演 - コ・ギョンピョ
ファシンの親友で財閥の御曹司。ナリと出会い関係を深めていく。
ホン・ヘウォン
演 - ソ・ジヘ
SBCのカリスマ女性アナウンサー。政府高官の娘。
ケ・ソンスク
演 - イ・ミスク
SBCのニュースアンカー。ファシンの兄、ジュシンの元妻でパルガンの産みの母。
パン・ジャヨン
演 - パク・チヨン
SBCのアナウンサー局長。ジュシンの元妻でパルガンの育ての母。
イ・パルガン
演 - ムン・ガヨン
ジュシンの娘でファシンの姪。父親を捨てた二人の母を恨んでいる。
ピョ・チョル
演 - キム・ジョンヒョン
ナリの弟。パルガンに想いを寄せている。

## 製作

### スタッフ
- 企画 = パク・ヨンス
- 脚本 = ソ・スクヒャン（朝鮮語版、英語版）
- 演出 = パク・シヌ、イ・ジョンフム
- 製作 = チョン・チャンファン、ハン・セミン

### エピソード
水・木ドラマ帯の視聴率1位を獲得。
2016SBS演技大賞のロマンティック・コメディ部門で、コン・ヒョジン、チョ・ジョンソクが最優秀演技賞を、ソ・ジヘが特別演技賞をそれぞれ受賞。

## 放送日程
韓国
- 第1話:2016年8月24日
- 第2話:2016年8月25日
- 第3話:2016年8月31日
- 第4話:2016年9月1日
- 第5話:2016年9月7日
- 第6話:2016年9月8日
- 第7話:2016年9月14日
- 第8話:2016年9月15日
- 第9話:2016年9月21日
- 第10話:2016年9月22日
- 第11話:2016年9月28日
- 第12話:2016年9月29日
- 第13話:2016年10月5日
- 第14話:2016年10月6日
- 第15話:2016年10月12日
- 第16話:2016年10月13日
- 第17話:2016年10月19日
- 第18話:2016年10月20日
- 第19話:2016年10月26日
- 第20話:2016年10月27日
- 第21話:2016年11月2日
- 第22話:2016年11月3日
- 第23話:2016年11月9日
- 第24話:2016年11月10日

## 派生商品
DVD BOX
- 嫉妬の化身〜恋の嵐は接近中〜 DVD BOX[注 1]

1. DVD BOX1 (2017年7月5日、TC エンターテインメント)
2. DVD BOX2 (2017年7月28日、TC エンターテインメント)
3. DVD BOX3 (2017年8月9日、TC エンターテインメント)

Original soundtrack
- 嫉妬の化身〜恋の嵐は接近中〜 ; Original soundtrack(2016年11月16日、Universal Music)